# Golden Hurricane de Tulsa
Le Golden Hurricane de Tulsa (en anglais : Tulsa Golden Hurricane) est un club omnisports universitaire de l'Université de Tulsa à Tulsa (Oklahoma). Les équipes du Golden Hurricane participent aux compétitions universitaires organisées par la National Collegiate Athletic Association. Tulsa fait partie de l'American Conference.
Les sportifs de l'Université de Tulsa furent nommés Kendallites, Presbyterians, Tigers et Tulsans avant d'adopter le surnom de Yellow Jackets en 1922, vite transformé en Golden Tornadoes puis Golden Hurricane. 
L'équipe de football américain de Tulsa est actuellement entrainée par Steve Kragthorpe. Sous sa direction, le Golden Hurricane a joué deux bowls en trois saisons. Parmi les anciens joueurs de Tulsa passés pro en NFL, citons Steve Largent, membre du Pro Football Hall of Fame.
En 2006, l'équipe féminine de basket-ball du Golden Hurricane s'est qualifiée pour la première fois au tournoi national NCAA.